# Беляев, Леонид Андреевич
Леони́д Андре́евич Беля́ев (род. 17 марта 1948, Москва) — советский и российский археолог и историк искусства. Доктор исторических наук (1994), член-корреспондент РАН (2016). Область интересов: древняя Русь (особенно Москва); средневековая Европа и Восток; археология и иконография монотеистических религий Средиземноморья; методы изучения комплексных объектов археологии. Опубликовал более 500 научных работ. Один из авторов «Большой Российской энциклопедии» и «Православной энциклопедии».

## Научная биография
В 1971 г. закончил исторический факультет МГУ по кафедре археологии, в 1974 г. — аспирантуру там же. Кандидатская диссертация «Архитектура Древней Руси (конец Х — начало XIII в.) по данным археологии» (1975), докторская диссертация «Древнейшие монастыри Москвы (конец XIII — начало XV в.) по данным археологии» (1994). В 1975–1989 гг. – рук. мастерской института «Спецпроектреставрация».
С 1966 г. вел археологические исследования в Москве (Коломенское; древнейшие монастыри: Данилов, Богоявленский, Алексеевский Зачатьевский, Новодевичий и мн.др.; Казанский собор на Красной площади), Твери (Спасо-Преображенский собор XIII в.), Старой Рязани, Татарстане (Болгарское городище, Свияжск), Средней Азии. В 2010-х гг. создал экспедиции для сравнительного изучения византийского, европейского и древнерусского искусства: Российско-Палестинскую Иерихонскую, Ново-Иерусалимскую (2009-2016). 
В 1995–2003 гг. работал по зарубежным грантам (Фулбрайт и др.) в США и Италии: Стэнфодский университет (Пало Альто, 1995–1996), Институт передовых исследований (IAS; Принстон, 1997–1998), Фонд Рокфеллера (Белладжио, Италия, 1998), Фонд Больяско (Генуя, 2000), Чикагский университет (Чикаго, 2000–2001), Институт гуманитарных исследований университета Висконсин (Мэдисон, 2002–2003), Институт искусствознания Фонда Поля Гетти (Санта Моника, 2003) и др.
Особенность аналитической работы — комплексный подход к памятникам искусства, архитектурным сооружениям, градостроительству, иконографическим материалам. Метод в истории искусства — художественная археология в широком культурно-хронологическом диапазоне.
Впервые представил древнерусский монастырь как особый тип археологического памятника, изменил представления о ранней Москве, принципах внутренней планировки, месте монастыря в пространстве города. Ввел раннее русское надгробие в круг искусства средневековой Европы. Предложил программу истории методов изучения памятников иудаизма, христианства и ислама как единой культурной зоны. В последние годы занимается проблемами комплексного изучения сакрального пространства русского средневекового города как явления искусства и памятника археологии, продолжает исследования в монастырях Москвы. Ведет работы в византийских слоях г. Иерихон, организует музейные экспозиции.

## Занимаемые позиции
Заведующий отделом археологии Московской Руси в Институте археологии РАН (с 1989 г.).
Главный редактор журнала «Российская археология» (с 2001 г.). Ведущий научный сотрудник Государственного института искусствознания Министерства культуры РФ. 
Государственный эксперт Министерства культуры РФ (с 2010 г.), председатель секции археологии Научно-методического совета при министре культуры РФ. 
Президент Научного комитета по управлению археологическим наследием национального комитета РФ ИКОМОС (с 2017 г.)
Член Учёного Совета Института археологии РАН и Ученых Советов ряда музеев (Государственные музеи Московского Кремля, Центральный музей древнерусской культуры и искусства имени Андрея Рублёва и др.). Член редакционной коллегии журнала «Византийский временник» (с 2009 г.). Член редакционной коллегии «Православной энциклопедии» (с 1990 г.). Член Экспертного совета Благотворительного фонда по восстановлению Воскресенского Ново-Иерусалимского монастыря.
Член Союза московских архитекторов, Ассоциации искусствоведов, Императорского Православного Палестинского Общества, Европейской ассоциации археологов и других обществ.

## Награды
Лауреат Макариевской премии (1997), Премии им. И.Е. Забелина Президиума РАН (2009), премии «Хранитель наследия» (2011), премии Москвы в области литературы и искусства (2012)
Медаль «В память 850-летия Москвы» (1997), орден Святителя Макария (III ст., 2004), орден святого благоверного князя Даниила Московского (III ст., 2007), орден Великого князя Сергея Александровича (ИППО, 2009). Благодарности Президента РФ (2012) и Правительства РФ (2017).

## Научные труды

### Монографии
- Беляев Л. А. Древние монастыри Москвы (конец XIII — начало XV вв.) по данным археологии. М.: ИА РАН, 1994. 310 с.; 2-е изд. 1995; 3-е доп. изд. 2010 (электронная книга).
- Беляев Л. А. Русское средневековое надгробие. Белокаменные плиты Москвы и Северо-Восточной Руси XIII−XVII вв. М.: Модус-Граффити, 1996. 568 с. ISBN 5857900646, ISBN 978-5857900642
- Беляев Л. А. Христианские древности. Введение в сравнительное изучение. М.: Открытое общество, 1998. 374 с.; 2-е изд.: СПб.: Алетейя, 2000. 576 с.
- Беляев Л. А. Московская Русь: от Средневековья к Новому времени. М.: АСТ, Астрель, 2005. 257 с. («Университетская библиотека»).
- Беляев Л. А., Мерперт Н. Я. От библейских древностей к христианским. Очерки археологии эпохи формирования иудаизма и христианства. М.: Институт св. ап. Фомы, 2007. 392 с.
- Баталов А. Л., Беляев Л. А. Сакральное пространство средневековой Москвы. — М.: Феория, Дизайн. Информация. Картография, 2010. — 400 с. — ISBN 978-5-4284-0001-4.
- Беляев Л. А. Опыт изучения исторических некрополей и персональной идентификации методами археологии. М.: ИА РАН, 2011. 56 с. («Методика полевых археологических исследований»).
- Беляев Л. А. Некрополь Данилова монастыря в Москве XVII−XIX вв.: историко-археологические исследования 1970−2000-х годов. М.: Даниловский благовестник, 2011. 504 с.
- Беляев Л. А. Родовая усыпальница князей Пожарских и Хованских в Спасо-Евфимиевом монастыре Суздаля: 150 лет изучения. М.: ИА РАН, 2013. 264 с.
- Баталов А. Л., Беляев Л. А. Церковь Вознесения в Коломенском: архитектура, археология, история". М.: МГОМЗ, 2013. 204 с.
- Беляев Л. А. Византийский Иерихон: раскопки спустя столетие. Материалы Российско-Палестинской археологической экспедиции 2010—2013 гг. / под ред. акад. Н. А. Макарова. М.: Индрик, 2016. — 500 с., илл.

### Сборники
- Беляев Л. А., автор-составитель. Русское средневековое надгробие XIII−XVII века. Материалы к своду. Вып. 1. М.: Наука, 2006. 360 с.
- Беляев Л. А., автор-составитель. Archeologia abrachamica. Исследования в области археологии и художественной традиции иудаизма, христианства и ислама. М.: Индрик, 2009. 456 с.
- Баталов А. Л., Беляев Л. А., ред.-сост. Московский Новодевичий монастырь. К 500-летию основания. Антология. М.: АртКитчен, 2012. 552 с.
- Беляев Л.А., Седов Вл.В., составители. Образ христианского храма. Сборник статей по древнерусскому искусству к 60-летию А.Л. Баталова. М.: Издательство «Арткитчен», 2015. – 552 стр., илл.
- Беляев Л.А., Бусева-Давыдова И.Л. науч. ред. Воскресенский собор Ново-Иерусалимского монастыря: путь к возрождению. Реставрация 2009-2015 годов. М.: [Коллектор], 2016. – 312 с., илл.
- Беляев Л.А. отв. ред. Керамические строительные материалы в России: технология и искусство Позднего Средневековья. Материалы I и II Всероссийских научно- практических конференций. Новый Иерусалим, 2014–2015. Сборник статей и тезисов под редакцией Л.А. Беляева. М. – Новый Иерусалим: Коллектор, 2016. -168 c.
- Беляев Л.А., Юрасов А.В. отв. ред. От Смуты к Империи. Новые открытия в области археологии и истории России XVI-XVIII вв. Материалы науч. конф. М.: РАН, ОИФН, Институт археологии, Институт российской истории. – М. ; Вологда: Древности Севера, 2016. – 520 с., илл.
- Беляев Л.А., Рогожин Н.М. отв. ред. Средневековая личность в письменных и археологических источниках: Московская Русь, Российская Империя и их соседи: материалы науч. конф. М.: Институт археологии, Институт российской истории, 2016. — 256 с.

### Статьи
- Беляев Л. А. География библейская // Православная энциклопедия. — М., 2005. — Т. X : Второзаконие — Георгий. — С. 649-652. — 39 000 экз. — ISBN 5-89572-016-1.
- Беляев Л. А. Христианская археология // Православная энциклопедия. — М., 2001. — Т. III : Анфимий — Афанасий. — С. 517—528. — 40 000 экз. — ISBN 5-89572-008-0.
- Олбрайт, Уильям : [арх. 17 октября 2022] / Беляев Л. А. // Океанариум — Оясио [Электронный ресурс]. — 2014. — С. 77. — (Большая российская энциклопедия : [в 35 т.] / гл. ред. Ю. С. Осипов ; 2004—2017, т. 24). — ISBN 978-5-85270-361-3.

### Комментированные переводы
- Краутхаймер Р. Три христианские столицы: топография и политика. СПб.-М., 2000. 192 с.
- Оустерхаут Р. Византийские строители. Киев-М.: Корвин-Пресс, 2005. 332 с.